# Cristián Suárez (Fußballspieler)
Cristián Fernando Suárez Figueroa (* 6. Februar 1987 in San Felipe) ist ein chilenischer Fußballspieler. Der Innenverteidiger gewann eine chilenische Meisterschaft und einmal den Pokal.

## Karriere

### Verein
Cristián Suárez begann seine Profikarriere 2006 in seiner Heimatstadt bei Unión San Felipe und spielte dort zwei Jahre. Bis 2011 stand er bei dem Verein unter Vertrag, wurde jedoch mehrfach verliehen. So lief er 2008 in Brasilien für Corinthians São Paulo, anschließend für die Chacarita Juniors in Argentinien, den CD O’Higgins aus seinem Heimatland und den SC Olhanense aus Portugal auf. 2011 wechselte er endgültig zum CD Cobreloa und wurde nach guten Leistungen 2014 an den Hauptstadtklub Universidad de Chile verliehen, der ihn 2015 fest verpflichtete. Bei La U hatte Suárez mit dem Gewinn der Apertura-Meisterschaft 2014/15, dem Supercup und der Copa Chile im Folgejahr eine erfolgreiche Zeit. 2016 zog es den Abwehrspieler auf Leihbasis zu Everton, das ihn 2017 auch fest verpflichtete. Nach vier Jahren bei Everton schloss sich Suárez im Februar 2021 dem CD Palestino an.

### Nationalmannschaft
Suárez spielte mit der chilenischen U20-Nationalmannschaft bei der Südamerikameisterschaft und belegte den vierten Platz, der für die Qualifikation zur Junioren-Fußballweltmeisterschaft 2007 in Kanada genügte. Dort wurde der Defensivakteur mit Chile Dritter.
Für die A-Nationalmannschaft wurde er für die Freundschaftsspiele gegen Argentinien im Dezember 2007 und gegen die USA im Januar 2015 als Vorbereitung auf die anstehende Copa América 2015 nominiert, debütierte jedoch nicht.

## Erfolge
Corinthians
- Brasilianischer Zweitliga-Meister: 2008

Universidad de Chile
- Chilenischer Meister: 2014/15-A
- Chilenischer Supercupsieger: 2015
- Chilenischer Pokalsieger: 2015